# 緑川光正
緑川 光正（みどりかわ みつまさ、1950年11月3日 - ） は、日本の工学者。建築構造、地震工学専攻。学位は、工学博士（1979年）。北海道大学名誉教授。元国立研究開発法人建築研究所理事長。一般社団法人日本鋼構造協会会長。元一般社団法人日本建築学会副会長。

## 人物・経歴
茨城県出身。1973年東京工業大学卒業。1975年東京工業大学大学院理工学研究科修士課程修了。1979年東京工業大学大学院理工学研究科博士課程修了、工学博士、東京工業大学助手。
1980年建設省建築研究所第三研究部構造研究室研究員。1999年建設省建築研究所国際地震工学部長。2001年独立行政法人建築研究所国際基準研究調整官。2002年独立行政法人建築研究所研究専門役。2005年北海道大学大学院工学研究科教授（建築都市空間デザイン専攻空間防災講座）。2006年日本建築総合試験所常務理事。2012年日本建築学会賞受賞。2015年日本建築学会副会長。独立行政法人国際協力機構専門家を経て、2017年建築研究所理事長。2022年、日本鋼構造協会会長。2023年、瑞宝中綬章受章。